# Ebertsberg bei Elm
Ebertsberg bei Elm ist ein Naturschutzgebiet auf dem Gebiet der Stadt Schlüchtern im Main-Kinzig-Kreis in Hessen. Das Naturschutzgebiet liegt östlich von Elm, einem Stadtteil von Schlüchtern, südlich der Landesstraße L 3329 und des Elmbaches.

## Bedeutung
Das 13,55 ha große Gebiet mit der Kennung 1435068 ist seit dem Jahr 1993 als Naturschutzgebiet ausgewiesen, seit 2008 als flächen- und namensgleiches FFH-Gebiet.